# Riihijärvi (sjö i Jockas, Södra Savolax, 61,74 N, 28,17 Ö)
Riihijärvi är en sjö i kommunen Jockas i landskapet Södra Savolax i Finland. Arean är 37 hektar och strandlinjen är 4,21 kilometer lång. Sjön  ingår i Vuoksens huvudavrinningsområde.   Den ligger omkring 47 kilometer öster om S:t Michel och omkring 250 kilometer nordöst om Helsingfors. 